# 1048576
1048576（百四万八千五百七十六、ひゃくよんまんはっせんごひゃくななじゅうろく）は、自然数また整数において、
1048575の次で1048577の前の数である。

## 性質
- 1048576は合成数であり、約数は1, 2, 4, 8, 16, 32, 64, 128, 256, 512, 1024, 2048, 4096, 8192, 16384, 32768, 65536, 131072, 262144, 524288, 1048576である。素因数分解から自明な通り、全て2の累乗数 (20,21,…,219) である。
  - 約数の和は2097151で 221 − 1 に等しい。
- 2番目の20乗数である。1つ前は1、次は34867484401。
- 20番目の2の累乗数である。1つ前は524288、次は2097152。
  - 素因数に2が含まれているN進法では、逆数が有限小数になる。
- 4番目の10乗数である。1つ前は59049、次は9765625。
  - n = 10 のときの 4n の値とみたとき1つ前は262144、次は4194304。
- 16番目の5乗数である。1つ前は759375、次は1419857。
  - n = 5 のときの 16n の値とみたとき1つ前は65536、次は16777216。
- 32番目の4乗数（二重平方数）である。1つ前は923521、次は1185921。
  - n = 4 のときの 32n の値とみたとき1つ前は32768、次は33554432。
- 1024番目の平方数である。1つ前は1046529、次は1050625。
- 1048576 = 1 × 4 × 16 × 64 × 256
  - 初項 1、公比 4 の等比数列における第5項までの総乗である。1つ前は4096、次は1073741824。(オンライン整数列大辞典の数列 A053763)
    - この値は n = 5 のときの 2n (n−1) の値である。
- 1048576 = 220 × 30
  - 2i × 3 j (i ≧ 0, j ≧ 0) で表せる数、1つ前は995328、次は1062882。
- 1048576 = 220 × 50
  - 2i × 5 j (i ≧ 0, j ≧ 0) で表せる数、1つ前は1024000、次は1250000。

## その他 1048576 に関連すること
- コンピュータにおける1メガバイトは1,048,576バイト（1024キロバイト）である。210nごと（1024の累乗数、1024nごと）に接頭辞が上がる。
  - ただし、ハードディスクドライブの容量等では千の冪乗を用いることもあり、注意が必要である。混乱を避けるためキビ(Ki)、メビ(Mi)という接頭辞を用いる規格が1998年に承認された。詳しくは「2進接頭辞」を参照。
- Microsoft Excelのxlsxファイルにおける行数の最大値は1,048,576行である[1]。